# Diabolicanos - Act III: Armageddon
Diabolicanos - Act III: Armageddon – drugi album polskiej grupy muzycznej Devilish Impressions. Wydawnictwo ukazało się w styczniu 2008 roku nakładem Conquer Records. Nagrania zarejestrowano na przestrzeni maja i lipca 2007 roku w olsztyńskim Studio X. Mastering odbył się w Stage One Studio w Borgentreich w Niemczech.

## Lista utworów
Opracowano na podstawie materiału źródłowego.
1. "T.H.O.R.N.S." (muz. Quazarre, sł. Quazarre) - 03:59
2. "Rex Inferni" (muz. Quazarre, sł. Quazarre) - 07:12
3. "The Word Was Made Flesh Turned Into Chaos Again" (muz. Quazarre, Starash, Armers, sł. Quazarre) - 05:16
4. "I Am The Son Of God" (muz. Quazarre, sł. Quazarre) - 04:20
5. "Tales Of Babylon’s Whore" (muz. Quazarre, Armers, sł. Quazarre) - 06:39
6. "Diabolicanos" (muz. Quazarre, sł. Quazarre) - 05:23
7. "Natas Ro Dog On Si Ereht (Of Plagues And Blasphemy)" (muz. Quazarre, Armers, sł. Quazarre) - 05:53
8. "Har-Magedon" (muz. Quazarre, sł. Quazarre) - 04:05
9. "Mass For The Dead" (muz. Quazarre, Armers, sł. Cezary Augustynowicz) - 08:04

## Twórcy
Opracowano na podstawie materiału źródłowego.
- Quazarre - śpiew, gitara rytmiczna, gitara prowadząca, aranżacje, zdjęcia, miksowanie
- Turquoissa - instrumenty klawiszowe, aranżacje, zdjęcia, miksowanie
- Armers - gitara prowadząca, gitara rytmiczna, aranżacje
- Starash - gitara basowa, aranżacje, zdjęcia
- Icanraz - perkusja, aranżacje
- Cezary Augustynowicz - gościnnie śpiew (utwory "Mass for the Dead", "Diabolicanos")
- Szymon Czech - inżynieria dźwięku, miksowanie, produkcja muzyczna, gitara prowadząca (utwór "Tales of Babylon's Whore")
- Marcin Kiełbaszewski - gościnnie śpiew (utwór "Natas Ro Dog On Si Ereht (Of plagues and blasphemy)")
- Andy Classen - mastering
- Sodom&Gomorrah - okładka, oprawa graficzna
- Ophidian - zdjęcia